# 埼玉県医師会
一般社団法人埼玉県医師会（さいたまけんいしかい、英: Saitama Medical Association）は、埼玉県の医師を会員とする法人。本部はさいたま市浦和区にある。

## 本部所在地
- 埼玉県さいたま市浦和区仲町3-5-1 埼玉県県民健康センター内

## 地区医師会
- 浦和医師会
- 川口医師会
- 大宮医師会
- 川越市医師会
- 熊谷市医師会
- 行田市医師会
- 所沢市医師会
- 蕨戸田市医師会
- 北足立郡市医師会
- 上尾市医師会
- 朝霞地区医師会
- 草加八潮医師会
- さいたま市与野医師会
- 入間地区医師会
- 狭山市医師会
- 入間市医師会
- 坂戸鶴ヶ島医師会
- 毛呂山越生医師会
- 飯能地区医師会
- 東入間医師会
- 比企医師会
- 秩父郡市医師会
- 本庄市児玉郡医師会
- 深谷寄居医師会
- 北埼玉医師会
- 南埼玉郡市医師会
- 越谷市医師会
- 春日部市医師会
- 岩槻医師会
- 北葛南部医師会
- 北葛北部医師会
- 吉川松伏医師会
- 三郷市医師会
- 埼玉医科大学医師会
- 防衛医科大学医師会